# Imperial Motor Car Company (Pennsylvania)
Imperial Motor Car Company war ein US-amerikanischer Hersteller von Automobilen aus Pennsylvania.

## Vorgeschichte
N. Burrows Bubb eröffnete im Oktober 1905 eine Reparaturwerkstatt in Williamsport in Pennsylvania. Im November 1905 mieteten seine Söhne Harry A. und Nathan B. das Objekt, gründeten Williamsport Automobile Exchange und waren als Autohaus aktiv. Sie vertrieben Fahrzeuge von Premier, Reo und White. Ende 1906 begannen die Arbeiten an einem Prototyp, der im Frühjahr 1907 fahrbereit war. Konstrukteur war der Niederländer C. P. Van Ferls, der gleichzeitig Manager im Autohaus war.
Die Williamsport Engineering Company wurde gegründet, um die Finanzierung des Prototyps sicherzustellen. Harry B. Bubb, der Onkel der Brüder, war Präsident.

## Unternehmensgeschichte
Diese beiden Unternehmen wurden am 6. August 1907 zum neuen Unternehmen zusammengeschlossen. Im Oktober 1907 standen fünf Fahrzeuge auf der New York Automobile Show. Der Markenname lautete Imperial. Die Wirtschaftskrise verschonte das Unternehmen nicht. Am 4. September 1908 begann die Insolvenz. Insgesamt entstanden etwa 50 Fahrzeuge.

## Fahrzeuge
Eine Besonderheit war das Fahrgestell, das einen niedrigen Schwerpunkt ermöglichte. Ein Vierzylindermotor von der Milwaukee Auto Engines and Supply Company mit 35 PS Leistung trieb über eine Kardanwelle die Hinterachse an. Der Radstand betrug 274 cm. Zur Wahl standen ein zweisitziger Roadster für 2500 US-Dollar und ein viersitziger Roadster für 2650 Dollar.

## Übersicht über Pkw-Marken aus den USA, die Imperial beinhalten
| Marke    | Hersteller                                | Vermarktungsbeginn | Vermarktungsende | Ort, Bundesstaat           |
| -------- | ----------------------------------------- | ------------------ | ---------------- | -------------------------- |
| Imperial | Philadelphia Motor Vehicle Company        | 1900               | 1901             | Philadelphia, Pennsylvania |
| Imperial | Imperial Automobile Company (Detroit)     | 1903               | 1904             | Detroit, Michigan          |
| Imperial | Rodgers & Company                         | 1903               | 1904             | Columbus, Ohio             |
| Imperial | Imperial Motor Car Company (Pennsylvania) | 1907               | 1908             | Williamsport, Pennsylvania |
| Imperial | Imperial Automobile Company (Jackson)     | 1908               | 1916             | Jackson, Michigan          |
| Imperial | Imperial Motor Car Company (Texas)        | 1910               | 1910             | Houston, Texas             |
| Imperial | Imperial (Automarke)                      | 1954               | 1975             | Detroit, Michigan          |